# Monte Macaco
Monte Macaco é uma aldeia de São Tomé e Príncipe, localiza-se no distrito de Mé-Zóchi, ilha de São Tomé, próxima às localidades de Bom Retiro, Boa Novo, Pedra Maria e Queluz.